# Michael B. Tretow
Bo Michael Tretow (Norrköping, 20 augustus 1944 – Stockholm, 20 mei 2025) was een Zweedse platenproducent, muzikant en componist die vooral bekend werd als geluidstechnicus van de populaire Zweedse popgroep ABBA. Met behulp van verschillende opnametechnieken zoals overdubbing en doubletracking en een meersporenopname uitgevoerd op een Polymoog synthesizer creëerde hij de typische ABBA-sound. Tretow liet zich daarbij inspireren door de Wall of Sound van de Amerikaan Phil Spector. Tretow was betrokken bij nagenoeg alle ABBA-platen en wordt om die reden ook wel 'het vijfde ABBA-lid' genoemd.
Michael Tretow debuteerde als soloartiest met de EP Mikael & Michael in 1966. Later bracht hij nog enkele (vooral Zweedstalige) elpees en cd's uit die vaak een kolderiek karakter hadden. Als geluidstechnicus van de Metronome Studio in Stockholm, sinds 1979 in de Polar Studios, was hij betrokken bij de opnames van bijna alle ABBA-singles en elpees. Nadien werkte hij nog mee aan de musical Chess (1984) of deed hij de opnames voor Zweedse groepen of artiesten zoals Ted Gärdestad, Agnetha Faltskog en Gemini. Hij schreef ook nog muziek voor enkele reclamespotjes en een film.    
Tretow overleed op 20 mei 2025 op 80-jarige leeftijd.